# Khazar Ibrahim
Khazar Zafir oglu Ibrahim (en azerí: Xəzər Zafir oğlu İbrahim; 30 de mayo de 1978) es un diplomático de Azerbaiyán, Embajador Extraordinario y Plenipotenciario de la República de Azerbaiyán en Estados Unidos desde 2021.

## Biografía
Kazar Ibrahim nació el 30 de mayo de 1978. Estudió en la Universidad Estatal de Bakú y la Universidad de Georgetown, y se graduó de la Facultad de Relaciones Internacionales de estas universidades con honores.
Está casado y  tiene cuatro hijos.

## Carrera diplomática
De 1998 a 2002 ocupó diversos cargos en el departamento de organizaciones internacionales y en el departamento de seguridad del Ministerio de Asuntos Exteriores de Azerbaiyán. De 2002 a 2005 trabajó en la Embajada de Azerbaiyán en Estados Unidos. Era responsable de las cuestiones diplomáticas políticas y públicas. De 2005 a 2006 trabajó en el departamento político-militar del Ministerio de Asuntos Exteriores de Azerbaiyán. Participó en el desarrollo del concepto de seguridad de Azerbaiyán.
Entre 2007 y 2009 fue jefe del servicio de prensa del Ministerio de Asuntos Exteriores de Azerbaiyán. El 15 de marzo de 2011 se le concedió el título de Embajador Extraordinario y Plenipotenciario. Entre 2017 y 2021 fue Embajador Extraordinario y Plenipotenciario de la República de Azerbaiyán en la República de Turquía.
El 26 de julio de 2021 Khazar Ibrahim fue nombrado Embajador Extraordinario y Plenipotenciario de la República de Azerbaiyán en Estados Unidos.